# 锦州铁路局
锦州铁路局是中华人民共和国铁道部在历史上曾经存在过的一个铁路局，其主要负责辽宁省内的国有独资铁路及其相关资产的管辖和运营。现已撤销。

## 历史
清政府的北洋官铁路局负责关内外铁路的修建及运营。1907年8月12日改关内外铁路总局为京奉铁路总局，设址天津，统管关内外铁路。中华民国成立后，1913年北洋政府改制为京奉铁路管理局；1928年7月，京奉铁路改为平奉铁路；1929年4月10日更名为北宁铁路管理局:99。
1931年九一八事变后，北宁铁路断道，日本于10月在奉天设立沈海铁路局，由满铁实际控制。11月20日满洲国政权改辽宁省为奉天省，沈海铁路局改称奉海铁路局。1932年1月5日，在沈阳成立奉山铁路局，管理奉山线。1934年4月1日，奉海（现沈阳-梅河口）、奉山铁路局合并为奉天铁路局，隶属于铁路总局，管辖线路包括奉山线和奉吉线（沈吉）南段。1936年9月15日，奉天铁路局迁至锦县（现锦州市），改称锦县铁路局:120。
1937年9月1日，满洲国改锦县为锦州市（在大凌河设锦县），锦县铁路局改称锦州铁路局。1937年12月1日，锦州铁路局改称锦州铁道局:121。
1945年9月4日八路军冀热辽军区部队出关光复锦州，9月24日辽西专员公署和冀热辽军区命令，由锦州铁路总工会派人进入锦州铁道局，接管了沈阳至山海关的铁路全线，辽西专员兼锦州市长张士毅兼任锦州铁路局长，10月末调来临榆县县长马钧专任锦州铁路局长；11月又在承德成立了以甘重斗为局长、范儒生为局党委书记的热河铁路局，管辖锦承铁路，为八路军大批出关部队和干部北上提供了铁路运输条件。1945年11月26日，国军进占锦州，锦州铁路局机关撤至郑家屯，1946年2月18日并入西满铁路管理局，原锦州铁路局局长马钧任西满铁路管理局局长兼党委书记。
辽沈战役后东北全境解放。1948年11月，郑家屯铁路分局迁至西阜新准备接管国民党锦州区铁路管理局。1948年12月1日，郑家屯铁路分局由齐齐哈尔铁路管理局改隶属于锦州铁路管理局。1949年1月1日，成立锦州铁路管理局；郑家屯铁路分局改为西阜新铁路分局，并设立郑家屯铁路办事处。1949年5月26日郑家屯铁路办事处改为郑家屯铁路分局，隶属于锦州铁路管理局。抗美援朝时，抽调大批铁路职工入朝支援。由于锦州铁路局是东北与关里的铁路运输必经之地，运输繁忙，是全国各个铁路局里最先上新设备的，主要包括：一是轻轨变重轨、二是信息传递由机械臂板式改为自动信号灯、三是蒸汽机车由解放型改为建设型、四是道岔自动转车、五是干线的复线化。
1950年5月1日成立中长铁路管理局。为此齐齐哈尔铁路局管辖范围调整为滨洲铁路、滨绥铁路以北的各条铁路，白城铁路分局划归锦州铁路局。1950年12月5日，郑家屯铁路分局并入白城子铁路分局。
1958年1月1日，各分局撤销，设立铁路办事处，定额十余人，归属锦州铁路局。原白城铁路分局辖区复归齐齐哈尔铁路局。承德分局大部分归属北京铁路局。
1964年1月1日，撤销办事处，恢复设立锦州、郑家屯、阜新等铁路分局。1976年，赤峰分局筹备组成立，直属于锦州铁路局。1979年，赤峰分局筹备组改为赤峰新线管理处，在赤峰各铁路单位划归其领导，下设：赤峰机务段、赤峰车务段、赤峰站、赤峰工务段、赤峰电务段、赤峰车辆段、赤峰水电段、赤峰房产建筑段、赤峰职工生活供应段、赤峰铁路医院、赤峰铁路中学、纪家沟工务段、奈曼车务段、奈曼工务段、奈曼电务段等15个站段。1982年，赤峰新线管理处撤销，所属各单位划给阜新铁路分局，同时设立赤峰铁路地区办事处。
1982年11月1日，郑家屯铁路分局改为通辽铁路分局。
1986年11月1日，阜新铁路分局撤销，京通线各单位划归通辽铁路分局；叶赤铁路各单位划归锦州铁路分局。

## 下设单位
- 锦州铁路分局：管辖范围为沈山铁路山海关站至三台站，沟海铁路东至中小站，魏塔铁路全线，锦承铁路至薛家站，大郑铁路至大虎山站外5km，高新铁路高台山站外3km。[2]
  - 锦州车站
  - 山海关车站
  - 锦西车站
  - 大虎山车站
  - 兴城车务段
  - 沟帮子车务段
  - 金杖子车务段
  - 盘锦车务段
  - 锦州列车段
  - 锦州机务段
  - 山海关机务段
  - 大虎山机务段
  - 锦州车辆段
  - 山海关车辆段
  - 锦州工务段
  - 山海关工务段
  - 大虎山工务段
  - 金杖子工务段
  - 锦州电务段
  - 山海关电务段
  - 大虎山电务段
  - 金杖子电务段
  - 锦州通信段
  - 锦州水电段
  - 锦州第一房产建筑段
  - 锦州第二房产建筑段
  - 锦州第一线路大修段
  - 锦州第二线路大修段
  - 锦州桥梁大修段
  - 锦州生活段
- 通辽铁路分局：原齐齐哈尔铁路局郑家屯铁路分局迁至通辽后改称。管辖范围：平齐铁路与通让铁路北起太平川站（不含），平齐铁路南至泉沟站，大郑铁路全部车站，京通铁路河洛营站。[3]
  - 通辽车站
  - 赤峰车站
  - 郑家屯车站
  - 通辽车务段
  - 赤峰车务段
  - 郑家屯车务段
  - 彰武车务段
  - 白音胡硕车务段
  - 奈曼车务段
  - 通辽机务段
  - 赤峰机务段
  - 彰武机务段
  - 郑家屯机务段
  - 通辽车辆段
  - 赤峰车辆段
  - 通辽列车段
  - 通辽水电段
  - 赤峰水电段
  - 通辽工务段
  - 赤峰工务段
  - 郑家屯工务段
  - 彰武工务段
  - 白音胡硕工务段
  - 通辽电务段
  - 赤峰电务段
  - 郑家屯电务段
  - 白音胡硕电务段
  - 通辽房建设段
  - 白音胡硕房建段
  - 赤峰房建段
  - 通辽生活段
  - 赤峰生活段
  - 通辽铁路医院
  - 赤峰铁路医院
  - 郑家屯铁路医院
  - 彰武铁路医院
  - 白音胡硕铁路医院
  - 通辽基建一段
  - 通辽基建二段
- 阜新铁路分局：管辖高新铁路、新义铁路、锦承铁路李相屯站至榆树林站，叶赤铁路。
- 承德铁路分局：建国初期，承德至古北口铁路未修通。这时承德仅向北通车至锦州，隶属于锦州局。

## 历任局长
- 廖诗权（齐齐哈尔铁路局副局长兼郑家屯铁路分局长，调任锦州局首任局长）
- 赵文普
- 李立行(1962年3月-)